# Vincetoxicum creticum
Vincetoxicum creticum ist eine Pflanzenart aus der Gattung der Schwalbenwurzen (Vincetoxicum) in der Familie der Hundsgiftgewächse (Apocynaceae). Sie ist ein Endemit Kretas.

## Beschreibung

### Vegetative Merkmale
Vincetoxicum creticum ist eine ausdauernde krautige Pflanze, die Wuchshöhen von 20 bis 45 Zentimetern erreicht. Die oberirdischen Pflanzenteile locker krausflaumig behaart. Der Stängel ist aufsteigend bis aufrecht.
Die Laubblätter sind gegenständig angeordnet. Die mittleren Stängelblätter sind bei einer Länge von 35 bis 75 Millimetern sowie einer Breite von 25 bis 40 Millimetern  elliptisch-eiförmig, ziemlich dick, matt- bis gelbgrün und fast sitzend.

### Generative Merkmale
Die Blütezeit reicht von Juni bis Juli. 8 bis 15 Blüten sind dicht in relativ kleinen, kurz gestielten traubigen Blütenständen in den Blattachseln angeordnet.
Die zwittrige Blüte ist radiärsymmetrisch. Die Krone hat einen Durchmesser von 6 bis 8 Millimeter und ist matt hellgelb. Die Kronzipfel sind innen bärtig. Die Zipfel der Nebenkrone sind kurz gestielt.
Die Früchte sind kahl, schlank und spindelförmig. Sie sind am Grund nicht aufgeblasen.
Die Chromosomenzahl beträgt 2n = 22.

## Ökologie
Bei Vincetoxicum creticum handelt es sich um einen Schaft-Hemikryptophyten.

## Vorkommen
Vincetoxicum creticum ist ein Endemit Kretas. Diese Pflanzenpopulation war im lange Zeit nur aus dem Dikti-Gebirge im Regionalbezirk Lasithi bekannt, wurde aber 1994 im Gebirgszug Krioneritis im Regionalbezirk Rethymno gefunden. Sie wächst auf steinigen Igelpolsterheiden, Geröllhalden und Lehmflächen in Höhenlagen von 1150 bis 1700 (selten bis 2100) Meter.

## Taxonomie und botanische Geschichte
Pflanzenexemplare wurde am 8. Juli 1817 von Franz Wilhelm Sieber am Fuß des Dikti-Gebirges erstmals gesammelt und auf der Grundlage dieser Aufsammlung 1825 von Kurt Sprengel als Cynanchum luteum beschrieben. Pierre Edmond Boissier stellte dieses Taxon in die Synonymie von Vincetoxicum canescens. Dem wurde bis 1975 allgemein gefolgt, bis Kazimierz Browicz sie als eigenständige Art erkannte und ihr anstelle des nicht verfügbaren Namens Vincetoxicum luteum das nomen novum Vincetoxicum creticum gab.